# لویی فاور (بازیکن فوتبال فرانسوی)
لویی فاور (انگلیسی: Louis Favre; ۲۳ اکتبر ۱۹۲۳ – ۱۵ ژانویهٔ ۲۰۰۸) بازیکن فوتبال اهل فرانسه بود.
از باشگاه‌هایی که در آن بازی کرده‌است می‌توان به باشگاه فوتبال ستاره سرخ و باشگاه ورزشی مون‌پلیه اشاره کرد.